# Mikrovirksomhed
En mikrovirksomhed er en betegnelse på en mindre som regel enkeltmandsejet virksomhed, der som oftest er kendetegnet ved at have ingen eller kun ganske få ansatte.
Mikrovirksomheder findes især blandt freelancere og frie agenter.
Ordet Mikrovirksomheder bruges merer og mere for at skille sig ud fra Små og mellemstore virksomheder SMV og signalere, at der også ligger et ønske om ikke at vokse traditionelt i form af øget antal ansatte, øgede eksportmarkeder, øgede markedsandele, men derimod at vokse i effekt, i indflydelse i kraft af den viden og kompetence, som mikrovirksomheden repræsenterer.
I EU sammenhæng blev  mikrovirksomheder i 2003 defineret  således: "Mikrovirksomheder beskæftiger mindre end 10 personer. Der indføres en tærskel på 2 mio. EUR for omsætning, og for den samlede balance."